# Isodontia visseri
Isodontia visseri là một loài côn trùng cánh màng trong họ Sphecidae, thuộc chi Isodontia. Loài này được Willink miêu tả khoa học đầu tiên năm 1951.